# AMT 하드볼러

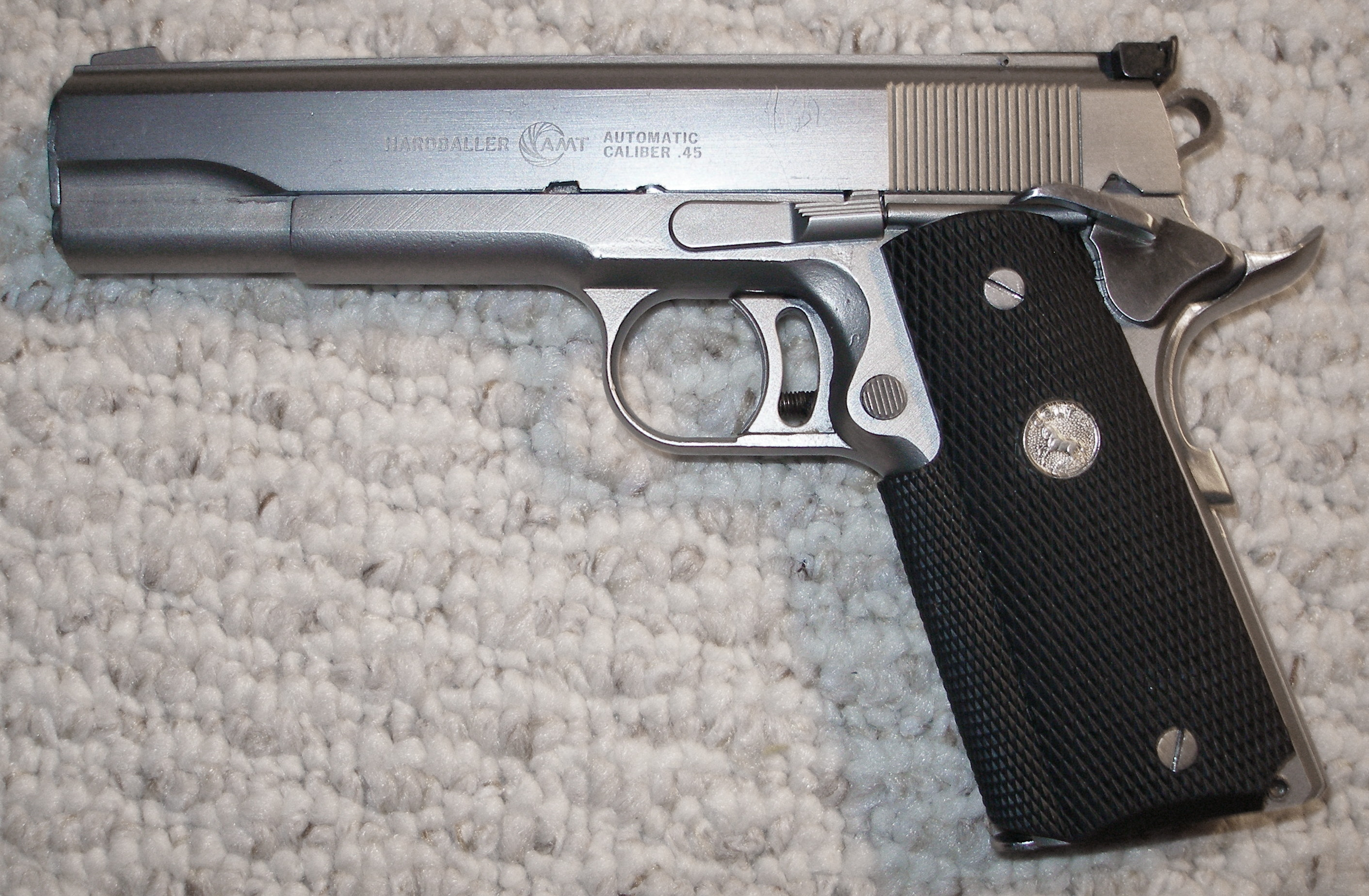
AMT 하드볼러의 모습.

AMT 하드볼러(AMT Hardballer)는 아르카디아 머신 앤 툴(AMT)사에서 1977년부터 2002년까지 생산한 45구경 콜트 거버먼트의 스테인리스강 카피판이다.